# Павлово
Вижте пояснителната страница за други значения на Павлово.
Па̀влово е исторически квартал в южната част на София, днес образуващ западната част на квартал „Бъкстон“. Територията му попада в софийския район Витоша.
Кварталът граничи с бул. „Цар Борис III“ на северозапад, с бул. „Никола Петков“ (Околовръстен път) на юг, и с бул. „Братя Бъкстон“ на изток. Централната пътна артерия е ул. „Александър Пушкин“. Успоредно и недалеч от нея през квартала протича Боянската река. Характерно е ниското застрояване, къщи и малки кооперации. В миналото кварталът е тих и не много оживен, но през 70-те г. част от него е преобразувана в жилищен комплекс Бъкстон.

## История
Малко след Освобождението установилият се в София сръбски търговец Лазар Трифкович купува турски чифлик, намиращ се в близост до Владайската река. Мястото е разположено от западната страна на трамвайното трасе, между спирките „Овча купел“ и „Павлово“. През 1882 г. там той построява бирена фабрика „Павлово“, кръстена с името на преждевременно починалия му син Павел. 
След 1901 г. трамвайната линия, стигаща на юг до Княжево, свързва Павлово с градския център. През 1920  г. в квартала се открива голяма фабрика за оцет, собственост на братя Червениванови и тя просъществува в следвашите петдесетина години. Приблизително в същия период там работи и фабриката за чорапи „Кабо“, прекръстена по-късно на името на Вълчо Иванов. В квартал Павлово се намира сградата на бившия Картографски институт. В близост до нея е Агенция по геодезия, картография и кадастър.
От южната страна на мястото, дало името на квартала, се намира висока нова сграда, в която се помещава РИОСВ – София и до нея – Институт по почвознание „Никола Пушкаров“, заедно със сградата на бившия Институт по хидротехника и мелиорации, изпозвана днес от Фонд Земеделие.

## Култура
Културно средище за квартала е Народно читалище „Витоша - 1951“, което се посещава от жители в кварталите „Бъкстон“, „Павлово“, „Манастирски ливади“. Разполага с двуетажна сграда в двора на 5-о ОУ „Иван Вазов“. Неговата дейност включва: Фолклорен танцов ансамбъл „София 6“; подготвителна група към ансамбъла; детска фолклорна формация „Искрица“; балет „Криция“; балет „Криция – джуниър“; „Ексим шоу“ – модерни, характерни, хип-хоп и брейк танци; музикална школа – пиано, синтезатор, китара, гъдулка, дудук; вокална група „Чудните калинки“; школа по керамика „При извора“; клуб „Вито хоро“.
Читалище „Витоша“ е инициатор и един от организаторите, на Софийския Международен фолклорен фестивал „Витоша“, който води началото си от 1996 г. Той се провежда ежегодно през месец юли. Събитието е част от културния живот на столицата. През 2003 г. читалището спечели проект към ПРООН, Министерството на културата – Ателие за народно приложно изкуство „При извора“ (керамика и витражно стъкло).
Научен център за славяно-византийски проучвания „Иван Дуйчев“ се помещава в къщата, която самият Иван Дуйчев обитава дълги години. Днес и улицата носи неговото име.
В съседна Бояна са Национален исторически музей и Националният киноцентър; резиденция „Бояна“ се ползва от президентът на България, министър-председателят и председателят на Народното събрание.

## Образование
Училището в Квартала е съдадено през 1921 г. като 5-о основно училище „Иван Вазов“. В 1926 г. и 1929 г. то се мести на близки локации и се разширява, докато през 1948 г. в близост до Боянската река бива построена днешната му сграда. В началото на 50-е г. се откриват и гимназиални класове, а сградата бива надстроена с още един етаж. По-късно се възстановява първоначалният профил на основно училище.
През годините 1937-1944 в кв. Павлово, на ул. Пирин 1, се намира Девическото професионално училище „Княгиня Евдокия“ с паралелки IV – V – VI клас, в които се придобива допълнителна специализация по шивачество. По време на войната съществуването му става проблематично и решение е потърсено с преместване в кв. Княжево, но скоро след това то бива закрито. 
През 1974 г. в застроената от комплекс "Бъкстон" част на квартала е разкрито ново училище, най-напред като   "Второ ЕСПУ", скоро преименувано на „Боянският майстор“, а от 1979 наричано "Второ средно общообразователно училище „Акад. Емилиян Станев“."  От 2012 то е включено в „Асоциацията на Кеймбридж училищата в България“.

## Туризъм
Павлово е в полите на Витоша планина и може да служи за изходен пункт към нея. Удобният път нагоре минава покрай НИМ и покрай Боянската църква. Автобусните линии на градския транспорт, стигащи до Копитото и/или Златните мостове, откакто са открити минават по бул. Бъкстон където е кварталната им спирка.

## Транспорт
Квартал Павлово има добри комуникации, както с центъра на града, така и с извънградски места. Околовръстният път и булевард Бъкстон, които очертават граници на квартала, се свързват с бул. Цар Борис III; на него излиза и централната за квартала улица Пушкин. По протежение на Борис III от едната страна има трамвайно трасе, а от другата – велоалея, и които стигат до площад Руски паметник.
Трамвайни линии даващи достъп до квартала са с номер 5 (Съдебна палата–Княжево), номер 4 (Бул. Никола Петков – кв. Орландовци), и номер 11; Също могат да се ползват тролейбус номер 2 (Павлово–Хаджи Димитър), автобус 111 (Люлин–Младост по Околовръстен път), 107 и 260 и експресен автобус 110.
До средата на 70-те трамвайна линия № 8 свързвала Павлово с Бояна. Тя е била еднопътна с разменни коловози на две от междинните спирки и два глухи коловоза на последната спирка в Бояна, до училище Ц. Церковски. Трасето ѝ не е запазено, защото точно по него сега минава булевард „Пушкин“. Линията е била обслужвана от изолирани мотриси – отначало Сименс, по-късно ВВС, ДТО и MAN, а колите са домували в депо „Красно село“.

## Личности
- Иван Дуйчев, (1907 – 1986) историк, специалист по Византийска история, завещал къщата си заедно с архив и библиотека, които стават основата на Научен център за славяно-византийски проучвания носещ неговото име.
- Димитър Карастоянов, (1856 - 1919) един от първите успешни фотографи след Освобождението, през 1910 г. построява къща в Павлово. Официалното му ателие е в центъра на София, но къщата му също служи за професионални занимания и тя се посещава редовно от  именити негови съвременници.[7]
- Иван Тодоров – журналист и писател, роден през 1953 г., автор на книгата „Павловски истории“, посветена на квартала, издадена през 2010 година. Носител на Голямата награда „София“ за журналистика, присъждана от столичната община.

## Други
На „Павлово“ е наречена улица „Павловска“ в квартал „Овча купел“ в София (Карта).

## Галерия
- кв. Павлово по протежение на бул. „Цар Борис III“
- Стара къща в кв. Павлово
- кв. Павлово
- кв. Павлово – изглед към Витоша по ул. „Александър Пушкин“